# Kujanki (województwo wielkopolskie)
Kujanki – wieś w Polsce, w województwie wielkopolskim, w powiecie złotowskim, w gminie Zakrzewo, na Pojezierzu Krajeńskim, nad zachodnim brzegiem jeziora Borówno.
Do 2023 miejscowość była częścią wsi Kujan.
W latach 1975–1998 Kujanki administracyjnie należały do województwa pilskiego. Obecnie stanowi siedzibę kompleksu turystyczno-wypoczynkowego – liczne ośrodki wczasowe, domki rekreacyjne itd.